# Правило октету

Приклад: Діоксид вуглецю

Прáвило октéту (Г. Льюїс, 1916) — класичне правило для опису електронної конфігурації атомів у молекулах: максимальна кількість електронних пар, здатна накопичитися у валентній оболонці атомів 2-го періоду періодичної системи, становить 4 (кількість електронів, отже, становить 8, звідси назва правила: лат. octo — вісім). Для атомів 3-го і подальших періодів забагато винятків із цього правила.
Правило октету відіграло важливу роль у становленні понять валентності, хімічного зв'язку та електронної пари, але розвинута невдовзі квантова теорія будови електронної оболонки атома залишила цьому правилу лише історичне значення. З позицій квантової теорії зрозуміло, що 8 електронів відповідають цілком заповненим валентним s- та p-підоболонкам атома, і винятки з цього правила обумовлені участю d-орбіталей в утворенні ковалентного зв'язку.